# باريس تورز 1909
باريس تورز 1909 هو سباق دراجات هوائية، وهو الموسم رقم 6 من باريس تورز، وأقيم في 1909.
فاز بالمركز الأول فرانسوا فابر، وبالمركز الثاني Jean Alavoine ‏، وبالمركز الثالث إرنست بول.

## الفائزون
| الترتيب | الفائز         |
| ------- | -------------- |
| الفائز  | فرانسوا فابر   |
| الثاني  | Jean Alavoine ‏ |
| الثالث  | إرنست بول      |